# Janez Puterle
Janez (Jani) Puterle - »Putka«, slovenski hokejist, * 21. februar 1950, Ljubljana, † september 2020.
Puterle je bil dolgoletni član kluba Olimpija Ljubljana, za katerega je odigral 20 sezon. 
Za jugoslovansko reprezentanco je nastopil na Olimpijskih igrah 1972 v Saporu in 1976 v Innsbrucku ter sedmih svetovnih prvenstvih. Skupno je odigral 101 reprezentančno tekmo ter dosegel 30 golov in 39 podaj.
Leta 2012 je bil sprejet v Slovenski hokejski hram slavnih za leto 2008.